# Victor Canning
Pour les articles homonymes, voir Canning.
Victor Canning, né le 16 juin 1911 à Plymouth dans le comté de Devon en Angleterre et mort le 21 février 1986 à Cirencester dans le  Gloucestershire, est un écrivain britannique de roman policier, d'espionnage et touristiques.

## Biographie
Après des études à Plymouth et à Oxford interrompues pour des raisons économiques, Victor Canning commence à travailler à 16 ans.
Son premier roman, un livre de voyages, Mr. Finchley Discovers his England est publié en 1934. Il se consacre alors entièrement à l’écriture utilisant, outre son nom, deux pseudonymes, Alan Gould et Julian Forest.
En 1940, il s'enrôle dans l'armée et est envoyé en formation dans le Régiment Royal d'Artillerie à Llandrindod Wells au pays de Galles, où il s'est entraîné aux côtés d'Eric Ambler. Il est ensuite affecté dans des batteries anti-aériennes dans le sud de l'Angleterre jusqu'au début de 1943, avant d’être envoyé en Afrique du Nord et de participer à la campagne d'Italie et à l'opération Husky en Sicile. Il quitte l’armée en 1946 avec le grade de major.
Il se remet à l’écriture et publie The Chasm en 1947, un roman sur l'identification d'un collaborateur nazi qui s'est caché dans un village italien.
Il publie une quarantaine de romans policiers et d’espionnage dont neuf sont adaptés au cinéma. Il séjourne un an à Hollywood à travailler sur des scénarios adaptant ses propres romans et sur des séries télévisées.
En 1965, avec The Whip Hand, il commence une série de quatre romans ayant comme personnage central un détective privé, Rex Carver. The Rainbird Pattern obtient en 1972 un Silver Dagger et est nommé pour le prix Edgar-Allan-Poe. Avec The Run Aways, en 1972, il commence une série de romans pour la jeunesse et en 1976 avec The Crimson Chalice une trilogie racontant les légendes du Roi Arthur.
Table Number Seven, son dernier roman publié en 2015, est achevé après sa mort par sa dernière femme Adria et sa sœur Jean.

## Œuvre

### Romans
- Mr. Finchley Discovers his England, 1934
- Polycarp’s Progress, 1935
- Fly Away Paul, 1936
- Everyman’s England, 1936
- Matthew Silverman, 1937
- Mr. Finchley Goes to Paris, 1938
- Fountain Inn, 1939
- Mr. Finchley Takes the Road, 1940
- Beggar’s Bush, 1940
- Green Battlefield, 1943
- The Chasm, 1947
- Panther’s Moon, 1948 (titre américain Hunter's Moon) 
  - Chasse aux espions, Les Meilleurs romans étrangers, Hachette, 1950, réédition sous le titre Le Secret de la panthère, Bibliothèque verte 1re série, Hachette, 1955, réédition, Bibliothèque de la jeunesse, Hachette 1955, réédition sous le titre La Panthère aux yeux d’or, collection Points rouges no 13, Hachette, 1972
- The Golden Salamander, 1949 
  - La Salamandre d'or, Les Meilleurs romans étrangers, Hachette, 1950
- A Forest of Eyes, 1950
  - Des yeux partout, L'Énigme, 1952
- Venetian Bird, 1950 (titre américain Bird of Prey)
- The House of the Seven Flies, 1952 (titre américain House of the Seven Hawks) 
  - La Maison des sept faucons, Marabout no 269, 1960
- The Man from the Turkish Slave, 1954
- Castle Minerva, 1954 (titre américain A Handful of Silver)
- His Bones are Coral, 1955 (titre américain Twist of the Knife)
- The Hidden Face, 1956 (titre américain Burden of Proof)
  - Le Visage dans l'ombre, Plon, 1962
- The Manasco Road, 1957 (titre américain The Forbidden Road)
- The Dragon Tree, 1958 (titre américain The Captives of Mora Island)
- The Burning Eye, 1960
  - L’Œil incandescent, Panique no 19, 1963, réédition sous le titre Un pyjama de sapin sous titré L'Œil incandescent, Panique 2e série no 8, réédition sous le seul titre L'Œil incandescent, Série noire no 1625, 1973
- A Delivery of Furies, 1961
- Black Flamingo, 1962
- The Limbo Line, 1963 
  - Visa pour les limbes, collection Agent secret no 6, Éditions Robert Laffont, 1964
- The Scorpio Letters, 1964
- Queen’s Pawn, 1969
  - Le Pion de la reine, Série noire no 1415, 1971
- The Great Affair, 1970
- Firecrest, 1971
- The Rainbird Pattern, 1972 
  - Le Cas Rainbird, Sueurs froides, 1976
- The Finger of Saturn, 1973
- The Mask of Memory, 1974
- The Kingsford Mark, 1975
- The Doomsday Carrier, 1976
- Birdcage, 1978
- The Satan Sampler, 1979
- Fall From Grace, 1980
- The Boy on Platform One, 1981
- Vanishing Point, 1982
- Raven’s Wind, 1983
- Birds of a Feather, 1985
- Table Number Seven, 1987 (roman posthume terminé par sa femme et sa sœur)

### Série Rex Carver
- The Whip Hand, 1965
- Doubled in Diamonds, 1966
- The Python Project, 1967
- The Melting Man, 1968

### Trilogie du Roi Arthur
- The Crimson Chalice, 1976
- The Circle of the Gods, 1977
- The Immortal Wound, 1978

### Romans pour la jeunesse
- The Run Aways, 1972
  - Les Fugitifs, série Flicka, Calmann, 1972, réédition Sélection du Reader's digest, 1973
- Flight of the Grey Goose, 1973
  - Le Vol de l'oie cendrée, série Flicka, Calmann, 1973
- The Pain Tent, 1974
  - La Fin du chemin, série Flicka, Calmann, 1975

### Recueil de nouvelles
- Young Man on a Bicycle, 1958 (titre américain Oasis Nine)
- Delay on Turtle, 1962
- Comedies and Whimsies, 2007
- The Minerva Club, The Department of Patterns and Dr Kang, 2009

### Romans signés Alan Gould
- Two Men Fought, 1936
- Mercy Lane, 1937
- Sanctuary from the Dragon, 1938
- Every Creature of God is Good, 1939
- The Viaduct, 1939
- Atlantic Company, 1940

### Roman signé Julian Forest
- The Wooden Angel, 1938

## Filmographie

### Adaptations
- 1950 : La Salamandre d'or, adaptation de The Golden Salamander réalisée par Ronald Neame
- 1950 : Chasse aux espions, adaptation de Panther’s Moon réalisée par George Sherman
- 1952 : Enquête à Venise, adaptation de Venetian Bird réalisée par Ralph Thomas
- 1955 : A Man on the Beach, adaptation de Chance At the Wheel réalisée par Joseph Losey
- 1959 : La Maison des 7 faucons, adaptation de The House of the Seven Flies réalisée par Richard Thorpe
- 1965 : Doubles masques et agents doubles, adaptation de Castle Minerva réalisée par Basil Dearden
- 1967 : The Scorpio Letters, adaptation du roman éponyme réalisée par Richard Thorpe
- 1968 : The Limbo Line, adaptation du roman éponyme réalisée par Samuel Gallu
- 1969 : Shark !, adaptation de His Bones are Coral réalisée par Samuel Fuller
- 1975 :  Deux épisodes de la série télévisée Mannix, Bird of Prey: Part 1 et Bird of Prey: Part 2, adaptations de Venetian Bird réalisées par Michael O'Herlihy
- 1975 :  The Runaways, adaptation de The Run Aways  réalisée par Harry Harris (en)
- 1976 : Complot de famille, adaptation de The Rainbird Pattern réalisée par Alfred Hitchcock

## Sources
- Claude Mesplède (dir.), Dictionnaire des littératures policières, vol. 1 : A - I, Nantes, Joseph K, coll. « Temps noir », 2007, 1054 p. (ISBN 978-2-910686-44-4, OCLC 315873251).
- Claude Mesplède, Les années "Série noire" : bibliographie critique d'une collection policière, vol. 3 : 1966-1972, Amiens, Editions Encrage, coll. « Travaux » (no 22), 1994, 4 p. (ISBN 978-2-906389-53-3).
- Claude Mesplède, Les années "Série noire" : bibliographie critique d'une collection policière, vol. 4 : 1972-1982, Amiens, Editions Encrage, coll. « Travaux » (no 25), 1995, 318 p. (ISBN 978-2-906389-63-2).
- Claude Mesplède et Jean-Jacques Schleret, SN, voyage au bout de la Noire : inventaire de 732 auteurs et de leurs œuvres publiés en séries Noire et Blème : suivi d'une filmographie complète, Paris, Futuropolis, 1982, 476 p. (OCLC 11972030).